# Gustave Rivière
 (février 2018).
Si vous disposez d'ouvrages ou d'articles de référence ou si vous connaissez des sites web de qualité traitant du thème abordé ici, merci de compléter l'article en donnant les références utiles à sa vérifiabilité et en les liant à la section « Notes et références ».
Pour les articles homonymes, voir Rivière (homonymie).
Gustave Rivière (12 janvier 1850 à Paris - 17 avril 1931 à Paris) est un agronome français du XIXe siècle, directeur honoraire des Services agricoles de Seine-et-Oise et de la Station agronomique de Versailles. Il était président du comité d'arboriculture fruitière à la Société d'horticulture de France, Lauréat du Congrès pomologique de France, Attaché au centre de recherches agronomiques

## Biographie

### Origine
Il est le fils de Marie-Auguste Rivière, jardinier en chef du Jardin du Luxembourg de 1859 à 1868, professeur d'arboriculture. Auguste Rivière est l'obtenteur du premier hybride artificiel d'orchidées : Oeceoclades maculata. Il a laissé un Traité d'arboriculture fruitière, publié et enrichi en 1928, par son fils. Il s'occupe à partir de 1868 du Jardin du Hamma, près d'Alger.
Gustave Rivière appartient à une famille d'horticulteur. Son grand-père était jardinier en chef au château de Chantilly; l'un de ses grands-oncles par alliance, Dever, possédait un établissement d'horticulture ; un autre, Lhomme était jardinier-chef du Jardin du Luxembourg.

### Études
Il est un ancien élève de l'École d'agriculture de Grignon et de l'École des Hautes études au Muséum national d'histoire naturelle à Paris.

### Agriculture
Il est nommé professeur départemental d'agriculture de la Mayenne et enseigna comme professeur d'agriculture à l'école normale primaire de Laval de 1876 à 1884, où il a comme élève Lucien Daniel, et Constant Houlbert. Gustave Rivière, élève de Frémy y demande alors la création d'un laboratoire de chimie agricole pour y poursuivre des travaux d'agronomie et aussi pour réprimer la fraude sur les engrais. 
Il est ensuite nommé professeur départemental d'agriculture de la Seine-et-Oise. Il est l'organisateur de nombreux syndicats de caisses d'assurance contre la mortalité du bétail et de caisses de Crédit agricole. Il a effectué de nombreuses publications agricoles et horticoles, en menant de nombreux travaux et recherches scientifiques.  
Il termine sa carrière en étant directeur honoraire des Services agricoles de Seine-et-Oise et de la Station agronomique de Versailles.
Il est officier de l'ordre du Mérite agricole, chevalier de la Légion d'honneur en 1898, puis officier de la Légion d'honneur en 1922.